# ネコマジン
『ネコマジン』は、鳥山明による日本の漫画シリーズ、および作品内に登場する架空の生物。

## 概要
ネコのような奇妙な生き物・ネコマジンが活躍するギャグ漫画シリーズ。『週刊少年ジャンプ』および『月刊少年ジャンプ』（共に集英社）にて1999年より2005年にかけて不定期掲載された後、『最強ジャンプ』2014年7月号から再録新連載として掲載された。
『ドラゴンボール』のセルフパロディ的な要素を含む作品でもあり、特に『ネコマジンZ』では孫悟空をはじめとする『ドラゴンボール』のキャラクターが話に関わってくる。『ドラゴンボール超全集』では「本作の舞台は『ドラゴンボール』と同じ時代、同じ地球にある未開の世界だが、時代検証が困難なパラレルワールド」と解説されている。
元々は1話限りの読み切りであり、鳥山としては何話も続ける予定はなかった。鳥山は本作について「掟破りでやっちゃいけないことなんだけど、どうもアイデアが浮かばず自己作品のパロディ的なことでうまくお茶を濁して終わらせようという感じだった」「『COWA!』『SAND LAND』とともに、最初の『ネコマジンがいる』は比較的楽しく描けた」「はじめの2話のネコマジンは自分が好きで描いたものですが、ネコマジンZは頼まれて描いたもので、あまり乗り気じゃなかったかも」と述べている。

## ネコマジン
少しだけ魔法が使えるネコのような生物。世界中に100マジン（ネコマジンを数える単位は「マジン」。人間で言う「人」に値する）ぐらいおり、そのうち28マジンが確認されている。ネコの品種に対応しているらしい。
その生態は不明だが、ほとんどは田舎で呑気に明るく暮らしている。魔法が使えると言ってもあまり大したことはなく、「Z」と「ミックス」はむしろ格闘技術に優れている。「Z」は特にその傾向が強く、ウサマジンによればネコマジンの中で一番強いという。
多くのネコマジンは軽い性格だが、中にはネガティブな者や静かで知的な者もいる。また、ネコマジン種全体が強い力を持っている。もともと人間より古くから地球にいた種族で、中にはその頃から生き続けている者もいるほど長命。
『Vジャンプ』連載のとよたろうの漫画『ドラゴンボールヒーローズ Victory Mission』では「ネコマジンV」が登場する。大抵は魔法や格闘技術に優れていることが多い中、そのどちらでもなく『ドラゴンボールヒーローズ』を得意としている珍しいネコマジンとなっている。

## 各編のあらすじ・登場人物

### ネコマジンがいる

#### あらすじ
ネコマジンがいる
『週刊少年ジャンプ』1999年22-23合併号に掲載。
ハイキング中の人間とウォンバットの「ワル」二人組は道に迷い、自分たちのマシンを勝手に乗り回しているネコマジンと出会う。ネコマジンにガソリンを買ってきてもらった二人組は帰路につく途中、忠告を無視して悪魔の封印された玉に触れ、封印を解いてしまう。ネコマジンは激闘の末悪魔を倒し、再び封印する。
ネコマジンがいる2
『週刊少年ジャンプ』1999年37-38合併号に掲載。
宇宙人により金持ちの少女が誘拐されるという事件が発生。宇宙人の乗り物を勝手に乗り回して壊したネコマジンは、修理屋を呼ぶ間、宇宙人に対し一方的な雑談に興じる。その時、少女が放った信号弾を見た自称正義の味方・小林ピートが現れ、ネコマジンを誘拐犯と勘違いして戦いを挑むが、返り討ちにされる。ネコマジンの強さに恐れをなした宇宙人は、本来の目的を達成することなく去っていった。

#### 登場人物
ネコマジン（ミックス）
ネコマジンの一体。雑種だが、本人は「ネコマジンミックス」と自称する。たい焼きが大好物。8メートル離れたコオロギのすかしっ屁も聴ける聴力を持ち、20kmの距離をひとっ飛びできるほどの舞空術や、かめはめ波に似た「ねこはめ波」を使える。同居人はサカナの山田春男さん。他人に数百円から数千円をせびり、所持金も500円くらいしかないが、その強さは常軌を逸する。少しだけ魔法も使えるようである。
悪魔
ネコマジンが玉にして封印している悪魔。ネコマジンよりは弱いが、他の者にとっては強い。人間が玉に触るだけで封印が解けることから、「さわらないこと」と玉の下に書いてある。
小林ピート
正義に燃える少年でジャージとヘルメットがトレードマーク。ネコマジンをライバル視しており、真面目なのでネコマジンから嫌われている。放課後になると必ず悪を見張り、悪人が来ると自転車で駆けつける。周辺住民に信号弾を渡しているようである。気功波を撃つこともできる。
宇宙人
地球人を調べるため、金持ちの娘をさらった2人組。なに星のなに人かはわからない。ネコマジンに宇宙船を壊されたため、ネコマジンが呼んだ修理屋に直してもらう。実は地球を占領しようとした艦隊の一隻だった。『Dr.スランプ』の特別編『Dr.MASHIRITO ABALEちゃん』に登場する宇宙人とそっくりだが鳥山によると別の宇宙人であり、当時『ネコマジン』を楽しく描いていたので新たなデザインを考える気もなかったという。

### ネコマジンみけ

#### あらすじ
『週刊少年ジャンプ』2003年37-38合併号に掲載。
31年ぶりにうたた寝から目覚めたネコマジンみけは、教師になった旧知の仲のコジローからもらった食べ物の礼に、教師の代役になってほしいという願いを聞く。生徒になめられているというコジローの話を聞いたネコマジンみけは、村を荒らす凶悪なアガリザメを倒した後、コジローに自信をつけさせるため一計を案じる。コジローに化けて生徒たちと電車ごっこに興じるネコマジンみけは道中、自信がつきすぎて悪人の喧嘩を買ってしまうコジローの姿を目撃する。ネコマジンみけは仕方なくコジローに乗り移り、悪人を退治する。

#### 登場人物
ネコマジンみけ
ネコマジンの一体。少なくとも400年以上生きている。『ネコマジン』シリーズに登場した3マジンの中では一番小柄。「変化」や「乗り移り」などの魔法が使える。ネコマジンみけの「みけ」とは「三毛猫」という意味らしい。
コジロー
ネコマジンみけの友人。教師となって働く。31年ぶりに再会したネコマジンみけに麦茶とおにぎりを盗み食いされ、その礼として願いを一つだけ聞いてもらい、生徒が言うことを聞かずに困っているところをネコマジンみけに救われる。

### ネコマジンZ

#### あらすじ
ネコマジンZ
『月刊少年ジャンプ』2001年6月号に掲載。
荒野に住むネコマジンZと少年のもとに、新婚旅行で地球に来たサイヤ人・オニオが現れた。オニオはネコマジンZが妻の乳房に触ったことに対し激怒しスーパーサイヤ人となるが、ネコマジンZも「スーパーネコマジン」となり、オニオを撃退する。
ネコマジンZ2
『月刊少年ジャンプ』2003年9月号に掲載。
ネコマジンZが世界最強を名乗るサンダーボルトに戦いを挑もうとする中、離婚されたオニオがフリーザの息子・クリーザを連れて登場。クリーザは変身して本領発揮しようとするが、ネコマジンZらにないがしろにされているうちにページ数が尽き、やる気をなくす。
ネコマジンZ3
『月刊少年ジャンプ』2004年3月号に掲載。
ネコマジンZらがサッカーに興じているところ、フリーザの命によりベジータが宇宙より飛来する。オニオやクリーザの言い分を聞きネコマジンZを片付けようと戦いを挑むベジータだが、勝ち目はないと悟り、急用ができたふりをして逃亡。「二度とギャグマンガには出ない」と捨て台詞を吐いて地球を去った。
ネコマジンZ4
『月刊少年ジャンプ』2005年1月号に掲載。
ネコマジンZの友達の少年は、道中「サンポ」に興じる魔人ブウと出会う。ネコマジンZの強さに興味を示したブウは少年に、呼べばいつでも現れると約束する。同じく「サンポ」に興じていたネコマジンZは少年からブウの話を聞くが、その時ウサマジンが現れ、ネコマジンZの弱点を突いてその力の源であるマジン玉を奪う。少年はブウを呼び、嘘をついてウサマジンを倒させる。
ネコマジンZ5
『月刊少年ジャンプ』2005年2月号に掲載。
ネコマジンZの武術の師匠である孫悟空が、ネコマジンZを訪ねてきた。ネコマジンZと手合わせした後、悟空は孫一家やウーブでもかなわないという「敵」がいることを告げ、助力を請う。

#### 登場人物
ネコマジンZ
戦闘力がとても強いと言われるネコマジン。3マジンの中で一番体毛の色が濃い。ミックスと同じく舞空術やねこはめ波を使える。強い者と闘うことが大好き。孫悟空の弟子でもあり、同じデザインの道着を着ているが、胸には「ネ」、背中には「Z」と書かれている。タマネギ岩近辺に住んでいて、観光客が来るとコアラに扮して写真撮影をして8ドルをせびる。宝物は悟空のフィギュア。
サイヤ人にとってのスーパーサイヤ人に相当する「スーパーネコマジン」に変身することができるほか、クリーザの変身をまねて一重まぶたから二重まぶたに変身した。次々に襲来する宇宙人をはるかに上回る戦闘能力を持つ一方で、マジン玉を吐き出すと力が抜ける、ねこじゃらしに反応するといった弱点がある。
ニンテンドーDS用ソフト『ドラゴンボールZ 舞空烈戦』に隠しキャラクターとして登場する。
少年
本名は不明。ネコマジンZと大変仲が良く、共に写真撮影でお金を稼いでいる。好きなテレビアニメは絶対に見逃さない。いつも上半身裸である。
オニオ
新婚旅行で地球人を滅ぼして別荘を建てるために地球に来たサイヤ人。近所や妻には宇宙最強だと言われており、スーパーサイヤ人となることも可能。地球でネコマジンZに敗れ、それが原因で離婚する。クリーザとベジータを「様」付けで呼ぶが、後半ではベジータを「さん」付けする。
クリーザ
フリーザの息子。外見は父親に似ているが、角がなく、頭頂部が尖っている。スーパーサイヤ人のオニオよりも強いとされ、オニオがネコマジンZ打倒のために呼んだ。フリーザと違って最初から最終形態に変身しネコマジンZと戦うが、途中でないがしろにされてやる気をなくし、その後はネコマジンZと仲良くなってサッカーに興じる。
PS2用ソフト『ドラゴンボールZ2』に隠しキャラクターとしてゲスト登場する。声は父フリーザと同じく中尾隆聖。
サンダーボルト
自称世界最強の男。サイン会を開催しにタマネギ岩に車でやってきたが、人気はあまりない。リンゴを片手で潰せる。クリーザに車を破壊されたのでネコマジンZの家に行くことになる。
ハニー
サンダーボルトの妻でマネージャー。カウボーイスタイルの金髪美女で、サンダーボルトとは常に戯れあっている。だが非常に気が強い性格で、怒ると誰に対しても大声で怒鳴る。
ベジータ
『ドラゴンボール』から登場。フリーザの命令で地球に来てネコマジンZと戦い、負けたらお好み焼きをおごると約束する。
『ドラゴンボール』のベジータとは異なり、スーパーサイヤ人になれるにもかかわらずフリーザの部下となっている。
魔人ブウ（ミスター・ブウ）
『ドラゴンボール』から登場。地球の反対側にあるサタンシティから散歩しにやってきた。ネコマジンZが強いと少年から聞いてネコマジンZと戦いたくなる。少年はネコマジンZに似ていると評する。
ウサマジン
ウサギのマジン。ネコマジンの「パチもん（偽者）」。世界中のネコマジンからマジン玉を奪い取っていた悪党。ネコマジンの師匠である孫悟空のフィギュアを奪い、ネコマジンZのマジン玉も奪うがネコマジンZと間違えた魔人ブウに倒される。
孫悟空
『ドラゴンボール』から登場。ネコマジンZの師匠で全宇宙一の戦士。ネコマジンZも彼に対しては礼儀正しくなる。自分でも太刀打ちできない危機を救ってもらうためにネコマジンZを探しに来た。師匠なのでネコマジンZよりも強いらしいが、最後はネコマジンZの弱点であるねこじゃらしを使って勝つ。ネズミを苦手としている描写がある。
孫悟天、パン、チチ、牛魔王、ウーブ
『ドラゴンボール』から1コマだけゲスト出演。

## 書誌情報
- 鳥山明 『ネコマジン 完全版』 集英社〈ジャンプ・コミックス〉 2005年4月4日発売[集 1]、ISBN 4-08-873825-X
  - 本の装丁は意図的に『ドラゴンボール 完全版』と似せられている。